# Catocala grynea
Catocala grynea är en fjärilsart som beskrevs av Pieter Cramer 1782. Catocala grynea ingår i släktet Catocala och familjen nattflyn. Inga underarter finns listade i Catalogue of Life.

## Bildgalleri

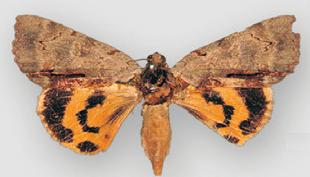
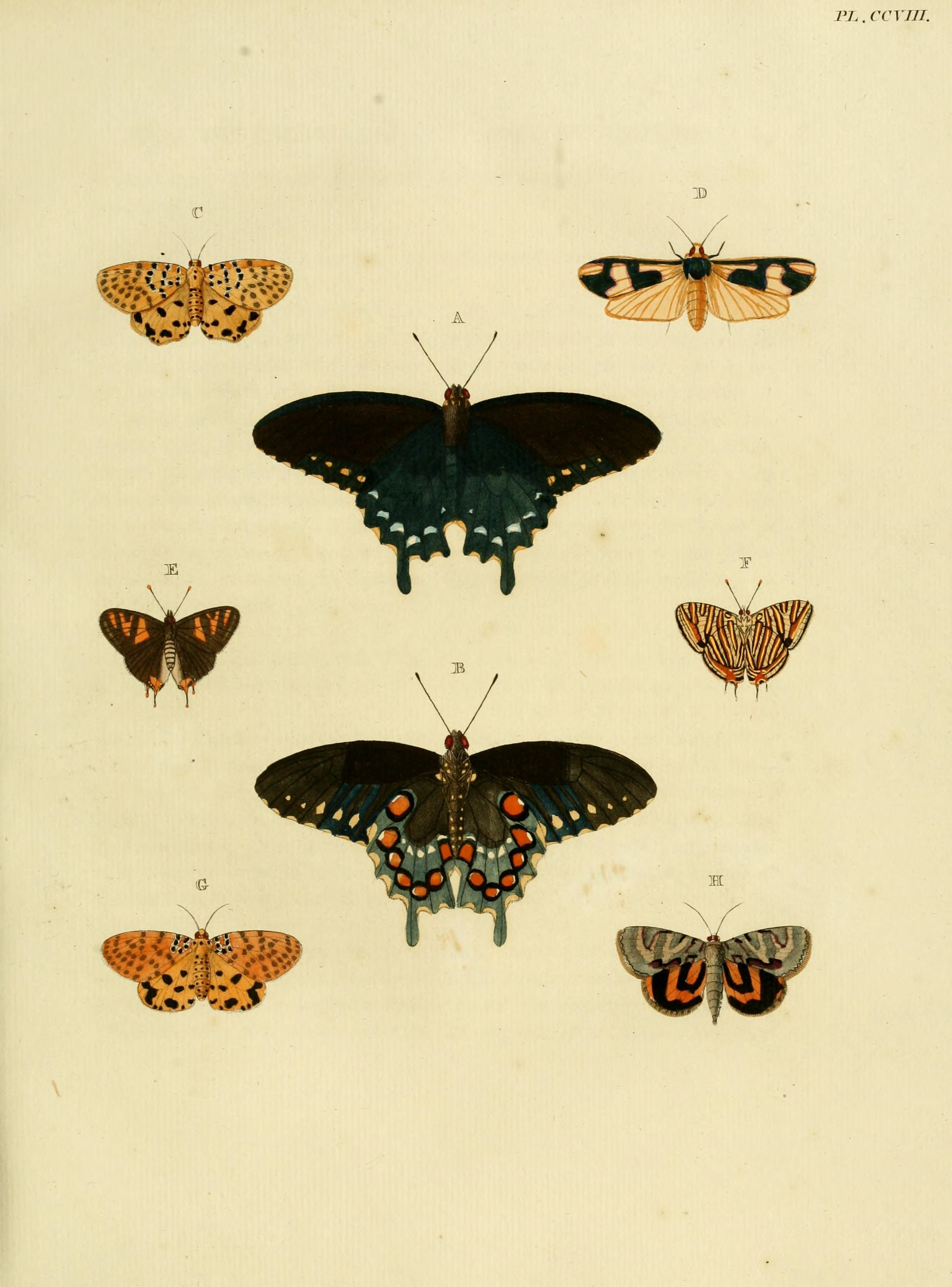